# Gozdna ekologija
Gozdna ekologija je znanstvana študija o medsebojno povezanih vzorcih, procesih, flori, favni in ekosistemih v gozdu. Gozdni ekosistem je naravna enota gozda, sestavljena iz vseh rastlin, živali in mikroorganizmov (biocenoza) na tem območju, skupaj z vsemi neživimi fizičnimi (abiotskimi) dejavniki okolja (biocenozo). Povezana dejavnost je gospodarjenje z gozdom.
Gozdna ekologija je veja, biotsko usmerjenih razvrstitev vrst ekološke študije (v nasprotju s klasifikacijo, ki temelji na organizacijski ravni ali zahtevnosti, npr. prebivalstva ali ekologijo združb). Tako so gozdovi preučevani na več organizacijskih ravneh, do posameznega organizma v ekosistemu. Vendar pa izraža gozd hkrati območje, kjer živi več kot en organizem, ekologija gozda se največkrat osredotoča na ravni prebivalstva, skupnosti in ekosistemov.
Logično je, da so drevesa pomemben del raziskav gozda, ampak najrazličnejše druge oblike življenja in abiotske komponente v večini gozdov pomenijo, da so drugi elementi, kot so življenje v divjini in hranljiva tla, pogosto osrednja točka raziskav. Tako je gozdna ekologija zelo raznolika in pomembna veja ekoloških študij. Gozdna ekologija si deli nekatere značilnosti in metodološke pristope z drugimi področji ekologije kopenskih rastlin. Vendar so zaradi prisotnosti dreves gozdni ekosistemi v mnogih pogledih edinstveni, prav tako pa tudi znanost, ki jih preučuje.

## Skupnosti, raznolikost in kompleksnost
Odkar drevesa rastejo precej višje kot druge rastlinske oblike življenja, obstaja možnost za številne gozdne strukture. Neskončno število možnih prostorskih ureditev dreves različnih velikosti in vrst tvori zapleteno in raznoliko mikrookolje, v katerem se lahko okoljske spremenljivke, kot sončno sevanje, temperatura, relativna vlažnost in hitrost vetra, znatno razlikujejo na velikih in majhnih razdaljah. Poleg tega je pomemben delež biomase gozdnega ekosistema pogosto pod zemljo, kjer se lahko strukture tal, kakovost in količina vode ter ravni različnih hranil tal zelo razlikujejo. Gozdovi so pogosto zelo heterogeno okolje v primerjavi z drugimi kopenskimi rastlinskimi skupnostmi.
Raznolikost okolja omogoča veliko biotsko raznovrstnost, tako rastlinsko kot živalsko. To posredno vpliva tudi na oblikovanje strategij inventarizacije gozda, katere rezultati se včasih uporabljajo v ekoloških študijah. Na biotsko raznovrstnost v gozdu vpliva več dejavnikov; najpomembnejša sta prisotnost raznovsrtnih dreves in odsotnost upravljavskih posegov. Za primer, divji puran uspeva zlasti v gozdovih Severne Amerike, v katerih je prisotna raznolika struktura krošenj; njegova števičnost je bistveno zmanjšana že v gozdovih, v katerih človek izvaja le posek starih dreves.

## Pretok energije
Gozdovi kopičijo velike količine biomase in nekatere vrste gozdov so pri tem zelo produktivne. Tako visoke ravni biomase in visokih navpičnih struktur predstavljajo veliko energetskega potenciala, ki se lahko pretvori v kinetično energijo v pravih okoliščinah. Dve taki okoliščini sta požar in vetrolom, ki korenito spremenita življenje organizmov v tem okolju. Tudi visoka produktivnost sama, se pravi hitra rast dreves, povzročija biotske in okoljske spremembe, čeprav počasneje kot pri hipnih motnjah kot so požari.

## Smrt in regeneracija
Les v gozdu razpada razmeroma počasi v primerjavi z večino drugih organskih snovi, vzrok pa so kombinacije okoljskih dejavnikov in kemične zgradbe lesa.
Drevesa, ki rastejo v sušnih ali hladnih okoljih, razpadajo še posebej počasi. Debla in veje ostanejo na gozdnih tleh dalj časa, kar vpliva na prostoživeče živali, požare in procese regeneracije dreves.

## Voda
Gozdno drevje zaradi svoje velikosti in anatomskih značilnosti shranjuje velike količine vode. Zato so gozdovi pomembni regulatorji hidroloških procesov, zlasti v povezavi s podtalnico in krajevnimi procesi izhlapevanja ter vzorci padavin. Gozdna ekologija je zato tesno povezana z meteorologijo.